# Al Murhaqoon
Al Murhaqoon (internationaler Titel: The Burdened, dt.: „Die Belasteten“) ist eine jemenitisch-saudisch-sudanesische Ko-Produktion von Amr Gamal aus dem Jahr 2023. Die Weltpremiere des Dramas, einer internationalen Koproduktion zwischen dem Jemen, Sudan und Saudi-Arabien, erfolgte im Februar 2023 bei der 73. Berlinale.

## Handlung
Die Hafenstadt Aden während des Bürgerkriegs in Jemen, im Jahr 2019. Isra'a wird von ihrem Ehemann Ahmed erneut schwanger. Das Paar hat bereits drei Kinder im schulpflichtigen Alter und der Fernsehsender in der Hafenstadt Aden, für den Ahmed als Journalist gearbeitet hat, ist wegen des Bürgerkriegs geschlossen worden. Seit zwei Monaten wartet er auf sein ausstehendes Gehalt und schlägt sich mehr schlecht als recht als Fahrer eines Minibustaxis durch. Seine offene Erziehung macht es für Ahmed schwierig, eine Anstellung bei einem anderen Medienhaus zu finden, die seiner Qualifikation entspräche, da er dazu neigt, kritische Ansichten zu äußern und Zustände zu hinterfragen. Zu allem Überfluss hat ihr Vermieter die Miete erhöht, und sie müssen eine günstigere Wohnung suchen. Wegen der finanziellen Probleme – Ahmed muss sich immer wieder Geld leihen, weil sie nicht einmal die Schulgebühren für ihren jüngsten Sohn aufbringen können – entschließt sich das Paar für eine Abtreibung. Offiziell sind Abtreibungen in Jemen jedoch nicht erlaubt.
Gemeinsam haben sie die Ansichten verschiedener religiöser Führer zur Abtreibungsfrage konsultiert. Eine moderate Ansicht beinhaltet, dass ein Fötus erst mit 120 Tagen eine Seele besitze und somit Abtreibungen in den ersten drei Schwangerschaftsmonaten vertretbar seien. Während Isra'a noch mit sich und ihrem Glauben hadert, ist für Ahmed die Abtreibung beschlossene Sache. Das Youtube-Video mit dem religiösen Führer, der eine Abtreibung bis zum Ablauf des 3. Schwangerschaftsmonats als vereinbar mit den religiösen Gesetzen ansieht, stellt Isra'a auch ihrer Freundin Muna zur Verfügung, die als Frauenärztin in einer kleinen Klinik arbeitet. Muna hat bereits beim dritten Kind Isra'as eine Abtreibung abgelehnt, da sie strenggläubig ist, anders als Isra'a und Ahmed, der in einem recht liberalen Elternhaus aufgewachsen ist. Ahmed und Isra'a suchen sie gemeinsam auf, um sie nun, fünf Jahre nach der Geburt des jüngsten Sohnes Nawar, erneut um eine Abtreibung zu bitten. Isra'a erklärt ihr, dass sie wegen ihrer Blutarmut die Pille nicht vertragen habe und daher schwanger geworden sei. Muna lehnt diese Bitte ab. 
Die verfahrene Situation führt dazu, dass Ahmed zusehends verzweifelt, was sich in Wutausbrüchen äußert. Als er Isra'a auch körperlich angreift, gerät die Ehe in die Krise. Isra'a äußert Verständnis für seine psychische Situation, stellt jedoch klar, dass sie nicht bereit ist, Schläge hinzunehmen. Ahmed entschuldigt sich und hat einen emotionalen Zusammenbruch. Das Paar entscheidet sich, eine illegale Abtreibung zu Hause vornehmen zu lassen. Doch als die beiden bestellten Engelmacherinnen den Eingriff vornehmen wollen, taucht Muna auf, die sie wegschickt. Sie schimpft mit Isra'a und erklärt ihr, dass sie ihr Leben riskiert. Einige Zeit später meldet sich Muna telefonisch bei Isra'a und erklärt ihr, dass sie die Abtreibung vornehmen werde. Sie müssten jedoch die Unterlagen für den Eingriff so frisieren, dass es so aussieht, als sei der Fötus im Mutterleib abgestorben und müsse kürettiert werden. Der bevorstehende Eingriff stürzt auch Muna in eine persönliche Krise: die Abtreibung widerspricht ihren Überzeugungen, gleichzeitig möchte sie Isra'a davor schützen, den illegalen Eingriff durchzuführen, denn Isra'a ist eine ihrer engsten Freundinnen. Sie führt die Operation durch, doch reagiert sie danach nicht mehr auf Anrufe und Nachrichten Isra'as. Die Freundschaft der beiden Frauen scheint an diesem Punkt in eine Krise geraten zu sein.
Der Schluss des Films zeigt Isra'a und Ahmed erleichtert und gelöst, gemeinsam mit ihren drei Kindern im Kleinbus in Aden unterwegs. Sie haben zwischenzeitlich eine andere Wohnung bezogen, die wesentlich schlechter ausgestattet ist als die bisherige und einen gesellschaftlichen Abstieg markiert. Doch das Paar hat seine Krise überwunden und versucht, diese Schwierigkeiten gemeinsam zu meistern.

## Veröffentlichung und Produktion
Der Film beruht auf einer wahren Begebenheit im Freundeskreis des Regisseurs Amr Gamal. Koproduzent Mohsen Alkhalifi berichtete von zahlreichen Problemen, mit denen das Team während der Dreharbeiten konfrontiert war, neben der fehlenden finanziellen Förderung betraf dies auch fehlenden Strom während der Dreharbeiten bis hin zu Gasmangel. Die Uraufführung von Al Murhaqoon fand im Februar 2023 bei den Internationalen Filmfestspielen Berlin in der Sektion Panorama statt. Der Film ist der erste Beitrag der jemenitischen Filmindustrie zur Berlinale.

## Auszeichnungen
- 2018: Works in Progress Post-Production Development Award beim Internationalen Film Festival Karlovy Vary[5]

- 2023: Amnesty International Filmpreis[7]